# سباق باريس روبيه 1937
طواف باريس 1937 هو سباق دراجات هوائية أقيم بتاريخ 28 مارس، تكون السباق من مرحلة واحدة، وامتدّ لمسافة 255 كم، وبسرعة 34.935 كم/س، استغرق السباق 7 ساعات و17 دقيقة و57 ثانية.